# 特蕾西·弗里曼
特蕾西·弗里曼（英語：Tracey Freeman，1948年1月10日—2023年10月4日），澳大利亚女子田径运动员。她曾代表澳大利亚参加1972年和1976年夏季残疾人奥林匹克运动会田径比赛，获得六枚金牌和四枚银牌。